# Altenmarkt an der Alz
Altenmarkt an der Alz è un comune tedesco di 4 256 abitanti, situato nel land della Baviera, che, come dice il nome, si trova sulle rive del fiume Alz.